# Jankowa (województwo dolnośląskie)
Jankowa – wieś w Polsce położona w województwie dolnośląskim, w powiecie milickim, w gminie Cieszków.

## Podział administracyjny
W latach 1975–1998 miejscowość administracyjnie należała do województwa wrocławskiego.